# پیتزای مکزیکی
پیتزای مکزیکی (به انگلیسی: Mexican Pizza) که در اصل پیزاز پیتزا (به انگلیسی: Pizzazz Pizza) نامیده می‌شود، یکی از آیتم‌های منوی زنجیره‌ای تاکو بل در ایالات متحده آمریکا است. این نوع پیتزا شامل دو عدد نان تورتیلای پر شده با گوشت گاو طعم‌دار شده به همراه لوبیای سرخ شده‌است که روی آن سس گوجه فرنگی، پنیر و گوجه فرنگی خرد شده قرار داده شده‌است. این نوع پیتزا در میان غذاهای مکزیکی یافت نمی‌شود و مشخصا هم خیلی به پیتزا شباهت ندارد.